# Phaeaphodius roddi
Phaeaphodius roddi är en skalbaggsart som beskrevs av Koshantschikov 1911. Phaeaphodius roddi ingår i släktet Phaeaphodius och familjen Aphodiidae. Inga underarter finns listade i Catalogue of Life.